# ディタリーニ

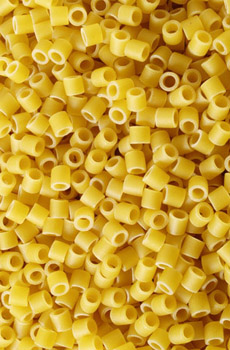
ディタリーニ

ディタリーニ(Ditalini)またはトゥベッティーニ(tubettini)は、パスタの種類の一つで、小さな指抜きの形をしている。「指抜きの大きさ」「非常に短いマカロニ」と記載される。「サラダマカロニ」と呼ぶ地域もある。プッリャ州の工業化時代には、ディタリやその他のショートパスタの開発が増加した。現在は大量生産されており、多くの料理に用いられ、またシチリア全体で一般的に用いられている。

## 調理での利用
ディタリーニは、パスタ・エ・ファジョーリ等のいくつかのパスタ料理に用いられる。また、「シチリアじゅうで」、伝統的なシチリア料理に用いられている。ディタリーニを用いたシチリア料理の1つに、パスタとブロッコリーから作るパスタ・キ・ブロッコリ・アッリミナーティがある。スープによく用いられるが、「スプーンに乗りやすい」小さいサイズのため、スープに適しているとされる。また、パスタサラダにも用いられる。

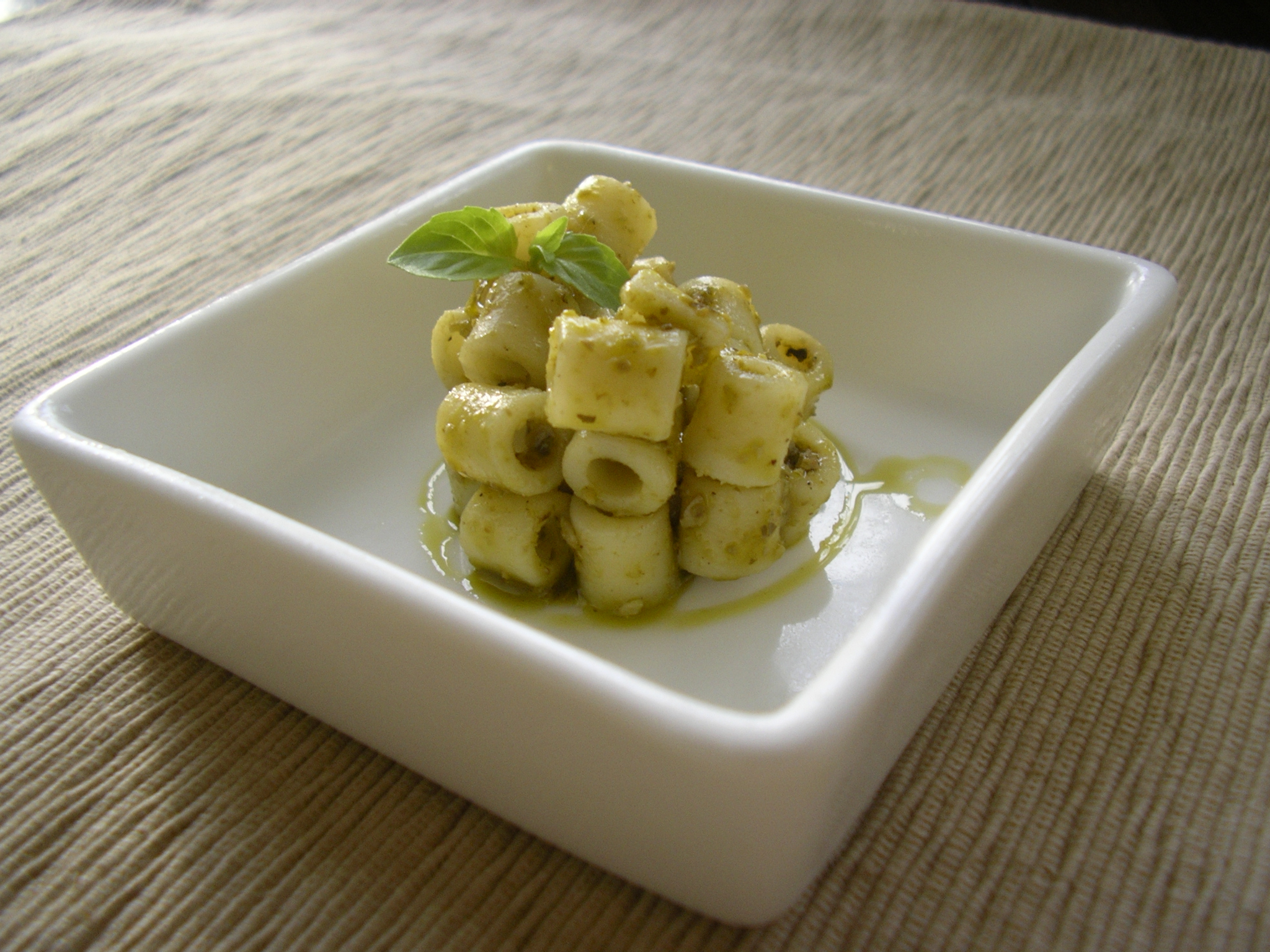
ディタリーニとペストの小さなオードブル
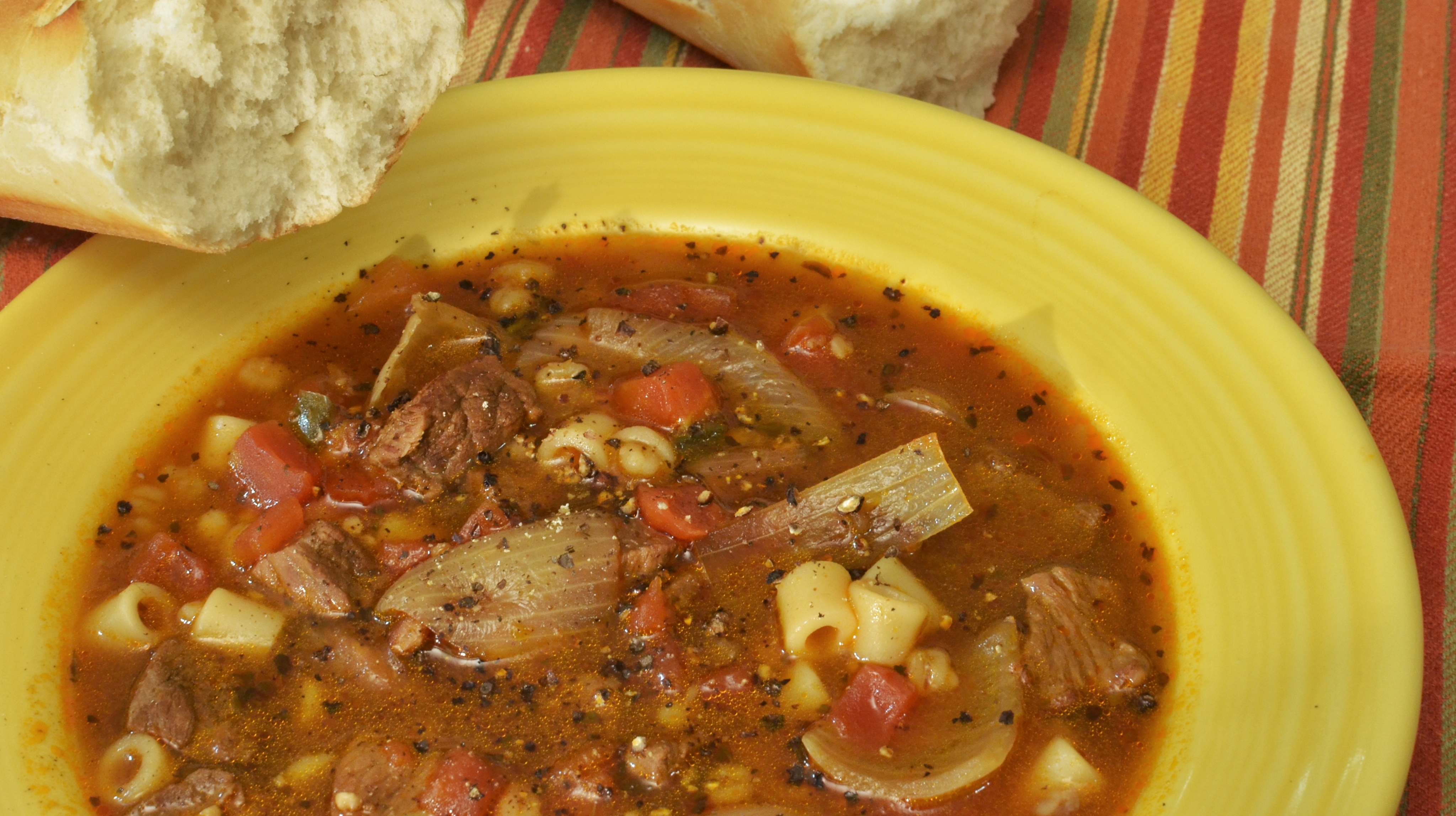
トマトとディタリーニを入れた牛肉とオオムギのスープ
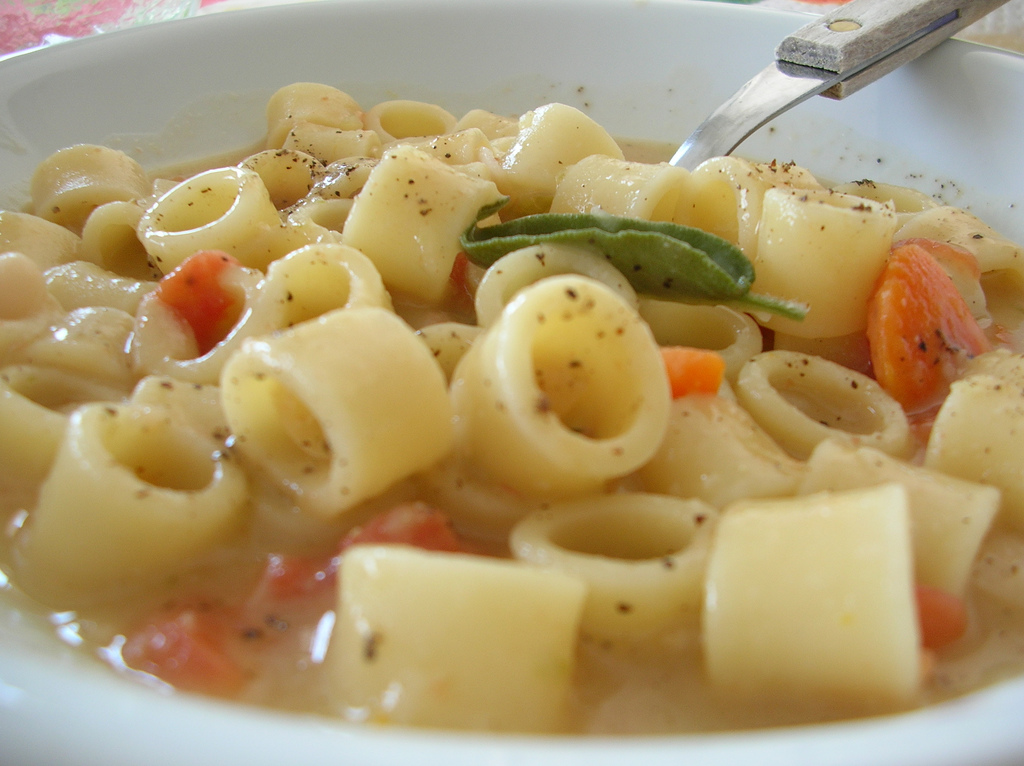
ディタリーニを用いたパスタ・エ・ファジョーリ